# Beta Leonis Minoris
Désignations
Beta Leonis Minoris (β Leonis Minoris / β LMi) est une étoile binaire de la constellation du Petit Lion. Elle a une magnitude apparente visuelle globale d'environ 4,215. Bien qu'elle soit la seule étoile du Petit Lion à porter une désignation de Bayer, elle est seulement la deuxième étoile la plus brillante de la constellation (la plus brillante étant 46 Leonis Minoris).